# Tōdō Takayuki
Tōdō Takayuki (藤堂 高猷; 11 de março de 1813 – 9 de fevereiro de 1895) foi um  Daimyō do final do Período Edo da História do Japão, que governou o Domínio de Tsu.
A mudança súbita de posição de Takayuki contra as forças de Tokugawa na Batalha de Toba-Fushimi foi um dos fatores decisivos que se transformou a batalha em favor do exército imperial .
Takayuki é considerado por alguns historiadores como o pai do samurai Shinsengumi, Tōdō Heisuke.
| Precedido por Tōdō Takasawa | Daimyō de Tsu 1825 – 1871 | Sucedido por Tōdō Takakiyo |